# Hiromi Amada
Hiromi Amada (jap. 天田ヒロミ Amada Hiromi; ur. 10 maja 1973) – japoński bokser i kickbokser, zawodnik K-1.

## Kariera sportowa

### Boks
Boks zaczął trenować w szkole średniej. Podczas studiów na tokijskim Uniwersytecie Chūō był kapitanem tamtejszej akademickiej reprezentacji bokserskiej. W 1996 roku został mistrzem Japonii w wadze półśredniej. Jego bilans walk w amatorskim boksie to 86 zwycięstw i 16 porażek. 

### Kick-boxing
Po ukończeniu studiów rozpoczął starty w zawodowym kick-boxingu. W marcu 1999 roku zadebiutował w prestiżowej organizacji K-1. Wygrawszy 4 z 5 swoich pierwszych pojedynków, zapewnił sobie udział w walce przeciwko Andy’emu Hugowi o awans do K-1 World GP 1999. Przegrał przez nokaut (reguła 3 nokdaunów). 
W 2000 roku zajął 2. miejsce w GP Japonii. W finale tego turnieju uległ przez jednogłośną decyzję Musashiemu. W kolejnych latach ugruntował swoją pozycję jednego z czołowych japońskich zawodników K-1, lecz bez powodzenia starał się dołączyć do światowej czołówki tego sportu, przegrywając z takimi rywalami jak Mirko Filipović (dwukrotnie), Jérôme Le Banner (dwukrotnie), Mike Bernardo czy Mark Hunt.
W 2004 roku odniósł w Shizuoce swój największy sukces w kickbokserskiej karierze, zostając mistrzem GP Japonii (w finale pokonał Nobu Hayashiego). W K-1 po raz ostatni walczył  w czerwcu 2007 roku w Amsterdamie w ćwierćfinale GP Europy. Przegrał przez nokaut z Pawłem Słowińskim.
Po opuszczeniu K-1, od 2008 roku walczy dla mniejszych japońskich organizacji kickbokserskich.

## Osiągnięcia
Kick-boxing:
- 2009: Mistrz HEAT w wadze ciężkiej
- 2004: K-1 Beast '04 (GP Japonii) – 1. miejsce
- 2000: K-1 Spirits '00 (GP Japonii) – 2. miejsce

Boks amatorski:
- 1996: Mistrz Japonii w wadze półśredniej